# Lac Tapani
Pour les articles homonymes, voir Tapani.
Le lac Tapani est un plan d'eau douce de la municipalité de Sainte-Anne-du-Lac, dans la municipalité régionale de comté (MRC) de Antoine-Labelle, dans la région administrative des Laurentides, au Québec, au Canada.
Dès la seconde moitié du XXe siècle, la foresterie a été l'activité économique prédominante de ce secteur. Au XXe siècle, les activités récréo-touristiques ont été mises en valeur. La villégiature s'est développée surtout autour du village de Sainte-Anne-du-Lac, autour de la baie du nord-ouest, autour de la baie du nord-est et à quelques endroits sur la rive est du lac.
La surface du lac est généralement gelée de la mi-novembre à la fin avril ; néanmoins, la période de circulation sécuritaire sur la glace est de la mi-décembre à la fin mars.

## Géographie
Le lac Tapani est situé à 8,6 km au nord du lac Gravel, à 11,2 km au nord du village de Mont-Saint-Michel, à 20,6 km au nord du village de Ferme-Neuve, à 30 km à l'est du Réservoir Baskatong et à 40,6 km au nord du centre-ville de Mont-Laurier. La "baie Tapani" laquelle est située au sud du lac des Polonais, constitue un appendice avancé vers le sud-est sur le parcours de la rivière d'Argent. La pointe sud de cette baie est distante de seulement 1,75 km de la baie au nord-ouest du lac Tapani.
Le lac Tapani couvre une superficie de 7 km2. Le lac a la forme d'un T dont la barre est de 3,9 km et la hauteur de 5,3 km. Située au centre du lac Tapani, la Réserve écologique Tapani protège une frênaie noire mature, communauté végétale peu commune dans la région. Cette frênaie est située sur l’Île des Indiens (longue de 0,8 km et large de 0,4 km), désignée aussi Île Tapani ou l’Île du Héron Bleu.
La partie nord du lac comporte une bande déboisée. Les côtés est et ouest du lac sont montagneux. Les principaux ruisseaux se déversant dans le lac Tapani sont :
- au nord : cours d'eau Picher, ruisseau Kennedy, ruisseau Busby (traversant des zones de marais) ;
- à l'ouest : décharge du lac à Fritz.

Le village de la municipalité de Sainte-Anne-du-Lac s'est constituée du côté sud, autour de l'embouchure. L'émissaire du lac est la rivière Tapani. En descendant vers le sud sur une dizaine de kilomètres, ce cours d'eau forme par segment plusieurs serpentins. La rivière traverse des zones agricoles, forestières et plusieurs marais avant de se déverser dans la rivière du Lièvre.

## Toponymie
Le terme "Tapani" désigne plusieurs toponymes de la région : baie, lac, rivière, ferme, réserve écologique, chemin... Le lieu-dit de "Ferme-Tapani" est situé à une vingtaine de kilomètres en amont de l'embouchure de la rivière Tapani. Cette appellation évoque une ancienne ferme de chantier établie à la fin du XIXe siècle sur les bords de la rivière du Lièvre.
Selon la Commission de toponymie du Québec, ce toponyme serait d'origine algonquine se rapporte à des éléments de la vie quotidienne. Plusieurs thèses expliquent l'origine du terme "Tapani" qui serait un dérivé des mots :
- "tapini" (ou tapanee), désignant une variété de cresson, dont la racine est comestible et qui pousse près des sources. Il s'agit sans doute du cresson de fontaine (Nasturtium officinale), lequel pousse dans la partie ouest du Québec. Les Amérindiens le consommaient pour ses propriétés diurétiques et antiscorbutiques ;
- "otaban", signifiant "traîne sauvage" ou toboggan.

Par ailleurs, la graphie de "Tapani" se rapproche de "Trapani" qui est une province d'Italie, qui s’étend sur la partie la plus occidentale de la région de la Sicile. Le territoire de cette province se prolonge entre la Mer tyrrhénienne et le Canal de Sicile.
La graphie actuelle du toponyme a été approuvée en 1963. Les graphies répertoriées sont : Tapanee, Tapany et Tepanee. La référence cartographique la plus ancienne de ce nom remonte à 1875.
Le toponyme "Lac Tapani" a été officialisé le 5 décembre 1968 à la Banque des noms de lieux de la Commission de toponymie du Québec.